# Бурцев, Леонид Николаевич
Леонид Николаевич Бурцев — советский хозяйственный и государственный деятель, Герой Социалистического Труда.

## Биография
Родился в 1926 году на территории современного Тарногского района Вологодской области. Член КПСС.
В 1960—1972 — директор объединённого совхоза «Коротыгино» Грязовецкого района Вологодской области.
В 1972—1983 — директор совхоза имени 50-летия СССР Грязовецкого района Вологодской области.
С 1983 — персональный пенсионер.
Указом Президиума Верховного Совета СССР от 13 марта 1981 года присвоено звание Героя Социалистического Труда с вручением ордена Ленина и золотой медали «Серп и Молот».
Делегат XXVI съезда КПСС.
Умер в 1994 году в Вологде.

## Награды и звания
- Герой Социалистического Труда (13.03.1981)
- Орден Ленина (08.04.1971, 13.03.1981)
- Орден Трудового Красного Знамени (23.06.1966)